# Đồng cấu nhóm

Hình ảnh của một nhóm đồng cấu nhóm (h) từ G (trái) sang H (phải). Hình bầu dục nhỏ hơn bên trong H là ảnh của h. N là hạt nhân của h và aN là lớp kề của N.

Trong toán học, cho hai nhóm, (G, ∗) và (H, ·), phép đồng cấu nhóm từ (G, ∗) thành (H, ·) là một hàm h: G → H sao cho với mọi u và v trong G nó thoả mãn
{\displaystyle h(u*v)=h(u)\cdot h(v)}
trong đó phép toán trong nhóm ở vế trái của phương trình là của G và ở vế phải là của H.
Từ tính chất này, ta có thể suy ra rằng h ánh xạ phần tử trung hòa eG của G lên phần tử trung hòa eH của H,
{\displaystyle h(e_{G})=e_{H}}
và nó cũng ánh xạ các nghịch đảo của G thành các nghịch đảo của H theo nghĩa
{\displaystyle h\left(u^{-1}\right)=h(u)^{-1}.\,}
Do đó ta có thể nói rằng h "tương thích với cấu trúc nhóm".
Trong một số lĩnh vực toán học, khi ta xem xét các nhóm đi kèm thêm cấu trúc phụ, phép đồng cấu đôi khi được hiểu là một ánh xạ không chỉ bảo toàn cấu trúc nhóm (như trên) mà còn cả cấu trúc phụ. Ví dụ, một phép đồng cấu của các nhóm tôpô thường được yêu cầu là phải liên tục.

## Mục tiêu
Mục đích của việc xác định phép đồng cấu nhóm là tạo ra các hàm bảo toàn cấu trúc đại số. Một định nghĩa tương đương của phép đồng cấu nhóm là: Hàm h: G → H là phép đồng cấu nhóm nếu bất cứ khi nào
a ∗ b = c  thì ta có  h(a) ⋅ h(b) = h(c).
Nói cách khác, theo một nghĩa nào đó, nhóm H có cấu trúc đại số tương tự như G và phép đồng cấu h bảo toàn điều đó.

## Các loại
Đơn cấu
Một đồng cấu nhóm có tính đơn ánh (một đối một); tức là, bảo tồn tính khác biệt.
Toàn cấu
Một đồng cấu nhóm có tính toàn ánh; tức là, mọi giá trị trong ảnh đều có giá trị tương ứng của chúng.
Đẳng cấu
Đồng cấu nhóm có tính chất song ánh; tức là, có đồng thời tính đơn ánh và tính toàn ánh. Nghịch đảo của nó cũng là một phép đồng cấu nhóm. Trong trường hợp này, các nhóm G và H được gọi là đẳng cấu cùng nhau; chúng chỉ khác nhau về ký hiệu của các phần tử của chúng và giống nhau cho tất cả các mục đích thực tiễn.
Tự đồng cấu
Phép đồng cấu, h: G → G; mà miền và đối miền là một. Cũng được gọi là tự đồng cấu của G.
Tự đẳng cấu
Một tự đồng cấu có tính song ánh, do đó đồng thời là đẳng cấu. Tập hợp tất cả tự đẳng cấu của một nhóm G, với phép hợp nhau làm toán tử, tự tạo thành một nhóm, nhóm tự đẳng cấu của G. Nó được ký hiệu là Aut(G). Ví dụ, nhóm tự đẳng cấu của (Z,+) chỉ chứa hai phần tử, phép biến đổi đồng nhất và phép nhân với −1; nó đẳng cấu với Z/2Z.

## Ảnh và hạt nhân
Chúng ta định nghĩa hạt nhân của h là tập hợp các phần tử trong G được ánh xạ lên phần tử đồng nhất trong H
{\displaystyle \operatorname {ker} (h)\equiv \left\{u\in G\colon h(u)=e_{H}\right\}.}
và ảnh của h là
{\displaystyle \operatorname {im} (h)\equiv h(G)\equiv \left\{h(u)\colon u\in G\right\}.}
Hạt nhân và ảnh của một phép đồng cấu có thể được hiểu là cách đo lường độ gần giống với một phép đẳng cấu. Định lý đẳng cấu đầu tiên phát biểu rằng ảnh của một đồng cấu nhóm h (G) đẳng cấu với nhóm thương G/ker h.
Hạt nhân của h là nhóm con chuẩn tắc của G và ảnh của h là nhóm con của H:
{\displaystyle {\begin{aligned}h\left(g^{-1}\circ u\circ g\right)&=h(g)^{-1}\cdot h(u)\cdot h(g)\\&=h(g)^{-1}\cdot e_{H}\cdot h(g)\\&=h(g)^{-1}\cdot h(g)=e_{H}.\end{aligned}}}
Khi và chỉ khi ker(h) = {eG }, thì phép đồng cấu h là một đơn cấu nhóm, tức là, h có tính đơn ánh (một đối một). Đơn ánh trực tiếp cho ta biết chỉ có duy nhất một phần tử trong hạt nhân cung cấp tính đơn ánh:
{\displaystyle {\begin{aligned}&&h(g_{1})&=h(g_{2})\\\Leftrightarrow &&h(g_{1})\cdot h(g_{2})^{-1}&=e_{H}\\\Leftrightarrow &&h\left(g_{1}\circ g_{2}^{-1}\right)&=e_{H},\ \operatorname {ker} (h)=\{e_{G}\}\\\Rightarrow &&g_{1}\circ g_{2}^{-1}&=e_{G}\\\Leftrightarrow &&g_{1}&=g_{2}\end{aligned}}}

## Ví dụ
- Xét nhóm cyclic Z/3Z = {0, 1, 2} và nhóm các số nguyên Z với phép cộng. Ánh xạ h: Z → Z/3Z với h(u) = u mod 3 là phép đồng cấu nhóm. Nó có tính toàn ánh và hạt nhân của nó bao gồm tất cả các số nguyên chia hết cho 3.
- Xét nhóm sau

{\displaystyle G\equiv \left\{{\begin{pmatrix}a&b\\0&1\end{pmatrix}}{\bigg |}a>0,b\in \mathbf {R} \right\}}
Với mọi số phức u hàm fu: G → C* định nghĩa bởi:
{\displaystyle {\begin{pmatrix}a&b\\0&1\end{pmatrix}}\mapsto a^{u}}
là một đồng cấu nhóm.
- Hàm mũ là một đồng cấu nhóm từ tập số thực R với phép cộng đến tập số thực dương R* với phép nhân. Hạt nhân là {0} và ảnh là các số thực dương.

## Phạm trù của nhóm
Nếu h: G → H và k: H → K là hai đồng cấu nhóm, thì k ∘ h: G → K cũng là đồng cấu nhóm. Điều này cho thấy lớp của mọi nhóm, cùng với đồng cầu nhóm làm cấu xạ, tạo thành một phạm trù.

## Đồng cấu nhóm đối với các nhóm abel
Nếu G và H là hai nhóm abel (giao hoán), thì tập Hom(G, H) chứa tất cả đồng cấu nhóm từ G đến H cũng là một nhóm abel. Tổng h + k được định nghĩa như sau:
(h + k)(u) = h(u) + k(u) với mọi u thuộc G.
Ta cần dùng tính giao hoán của H để chứng tỏ h + k là một đồng cấu nhóm.
Phép cộng đồng cấu tương thích với phép hợp đồng cấu theo nghĩa: Nếu f thuộc Hom(K, G), h, k là các phân tử thuộc Hom(G, H), và g thuộc Hom(H, L), thì:
(h + k) ∘ f = (h ∘ f) + (k ∘ f)    và    g ∘ (h + k) = (g ∘ h) + (g ∘ k).
Bởi phép hợp có tính kết hợp, Điều này cho thấy tập End(G) của mọi tự đồng cấu của một nhóm abel tạo thành một vành, hay gọi là vành tự đồng cấu của G. Ví dụ chẳng hạn, vành tự đồng cấu của nhóm abel bao gồm tổng trực tiếp của m tập Z/nZ đẳng cấu với vành các ma trận cỡ m x m với phần tử thuộc Z/nZ. 